# Director R. Snyder
Director R. Snyder es el nombre de un personaje ficticio de la serie de televisión Buffy the Vampire Slayer. Está interpretado por el actor Armin Shimerman que originalmente audicionó para el papel del director Flutie, aunque perdió ese papel en favor de Ken Lerne.
Aunque su nombre completo nunca será mostrado en la serie, su ficha del despacho deja ver la primera letra de su nombre Director R. Snyder. 
Aparecerá en diecinueve episodios en total, haciendo su primera aparición en El guiñol y la última en la cuarta temporadaIndefensa; aunque en el último episodio de la tercera temporada es comido por el alcalde Richard Wilkins convertido en demonio tras la la graduación de los alumnos del instituto.

## Descripción
Después de que Robert Flutie fuera comido vivo en La jauría - con la excepción de Xander - Snyder asume el cargo de director del Instituto de Sunnydale. Un disciplinador estricto con una personalidad de dictador que no tiene amigos entre la Scooby Gang - de hecho le tiene manía a Buffy ya que a su parecer, siempre que hay problemas allí está ella - ni entre los estudiantes, excepto el equipo de natación. Después de ver como a los chicos del equipo de natación les eran suministradas hormonas, decide tomarse su empleo como un deber cívico - Buffy se vuelve mala. 
Snyder toma una inmediata y profunda manía a Buffy, y busca cualquier excusa para expulsarla. Coacciona a los chicos para que sirvan como vigilantes de los niños en las fiestas de Halloween, obliga a Willow a dar tutorías a Percy, pasa de curso a un chico del equipo de natación que no aprueba las clases de informática, y obliga a todo el mundo a vender dulces para la banda.
Snyder, junto al jefe de policía Bob Munroe, resulta ser una de tantas personas que el alcalde Richard Wilkins ha puesto en el cargo para así cubrir las actividades sobrenaturales en Sunnydale —Terror en el instituto, Solo tengo ojos para ti—, y es hostil hacia Buffy porque el alcalde le dijo que lo fuera. De acuerdo al último episodio, Snyder fue específicamente elegido como director porque las autoridades creyeron que él encajaba a la perfección con la presión del cargo, pero precisamente lo que en el pasado de Snyder le hace tan indicado para el puesto nunca se dice en la serie. De hecho, el único atisbo del pasado de Snyder fue la regresión a adolescente provocada por los dulces del episodio ya citado Dulces para la banda, donde es un inepto social con ideas delirantes de que los demás pueden tolerar su presencia, y no tiene entendimiento alguno sobre el mundo sobrenatural.
Snyder expulsa finalmente a Buffy cuando es encontrada al lado del cuerpo de Kendra en el episodio La transformaión (I). Se resigna a aceptar a Buffy incluso después de quedar libre de cargos; por sus notas bajas, su falta de atención y el placer de saber que finalmente se librará de ella. Sin embargo, el Consejo Escolar, y amenazas físicas y profesionales por parte de Giles, lo fuerzan a cambiar de idea.

## Apariciones
Aparecerá en un total de 19 episodios listados a continuación.
- Temporada 1 (1997) - El guiñol, Loca e invisible.

- Temporada 2 (1997, 1998) - Bufy se vuelve mala, Terror en el instituto, Halloween, ¿Qué es lo mio? (I y II), Solo tengo ojos para ti; Un asunto escamoso, La transformación (I y II).

- Season 3 (1998, 1999) - La fiesta del muerto, "Fe, esperanzas y engaños, Dulces para la banda, Pan de jengibre, Doble personalidad, Decisiones, La graduación (I y II).